# 希爾利山 (采爾馬特)
45°59′24″N 7°41′49″E / 45.99011°N 7.696873°E

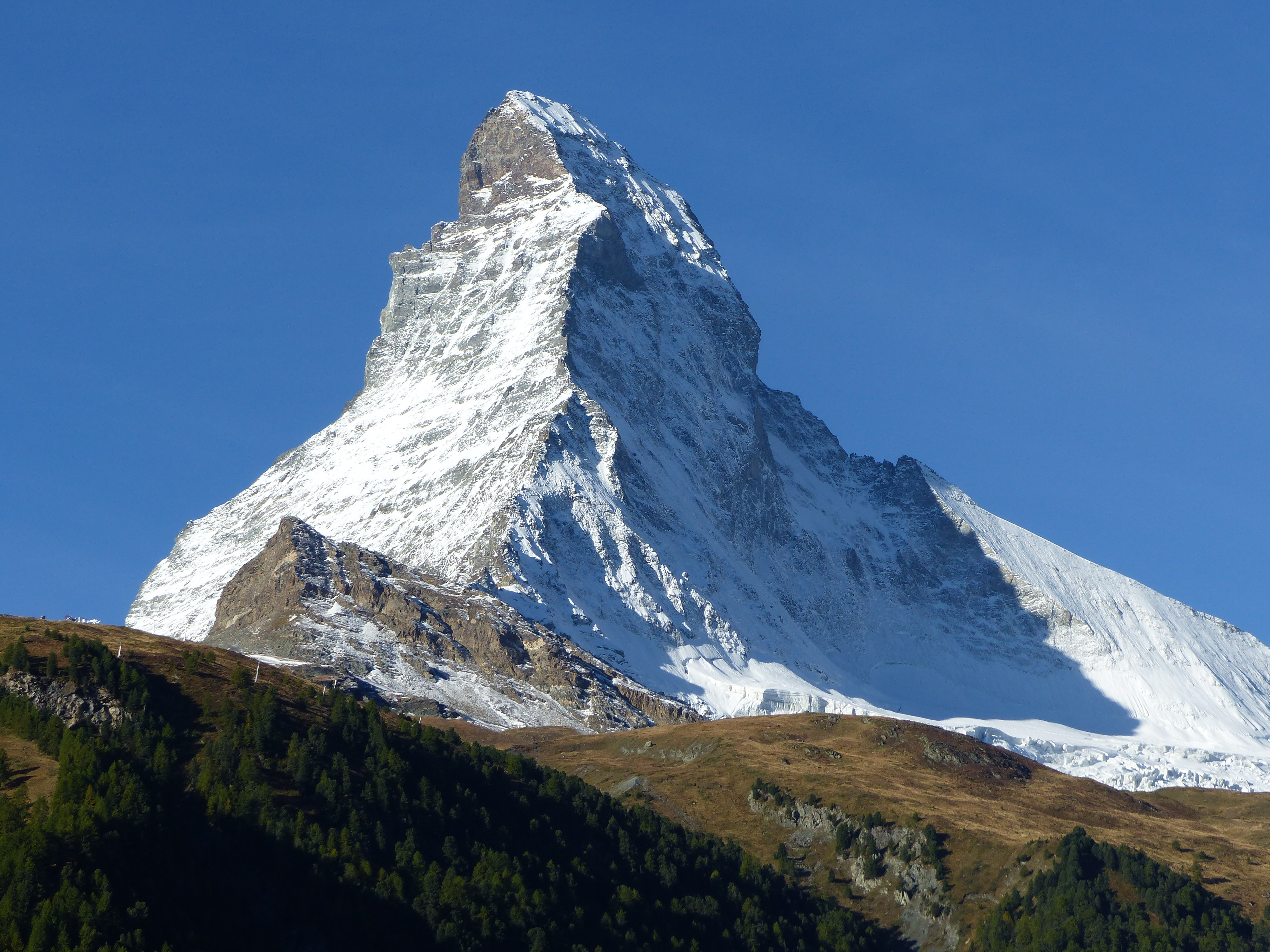

希爾利山（Hirli），是瑞士的山峰，位於該國西南部，由瓦萊州負責管轄，屬於本寧阿爾卑斯山脈的一部分，距離馬特峰0.4公里，海拔高度2,889米。